# Сухолинка
Сухолинка — посёлок в Красноярском районе Самарской области. Входит в состав сельского поселения Хорошенькое. 

## География
Находится на расстоянии примерно 18 километров по прямой на северо-восток от районного центра села Красный Яр.

## Население
Постоянное население составляло 10 человек (казахи 100%) как в 2002 году, 7 в 2010 году.